# Scherma ai Giochi della VIII Olimpiade
Le competizioni di scherma dei Giochi della VIII Olimpiade si sono svolte in due sedi: 
- presso il Vélodrome d'hiver dal 27 giugno al 4 luglio 1924 per le prove di fioretto.
- presso lo stadio di Colombes dal 6 al 18 luglio 1924  per le prove di spada e sciabola.

Il programma ha visto la disputa di 7 eventi, 6 maschili e per la prima volta il torneo femminile di fioretto.

## Eventi
| Arma     | Uomini      | Uomini    | Donne       | Donne     | Totale |
| Arma     | Individuale | A squadre | Individuale | A squadre | Totale |
| -------- | ----------- | --------- | ----------- | --------- | ------ |
| Spada    | ■           | ■         | N/D         | N/D       | 2      |
| Fioretto | ■           | ■         | ■           | N/D       | 3      |
| Sciabola | ■           | ■         | N/D         | N/D       | 2      |
| Totale   | 3           | 3         | 1           | 0         | 7      |

## Podi

### Uomini
| Evento                          | Oro | Argento | Bronzo |
| Spada                           | | | |
| Spada individuale (dettagli)    | Charles Delporte | Roger Ducret | Nils Hellsten |
| Spada a squadre (dettagli)      | Francia Lucien Gaudin Georges Buchard Roger Ducret Georges Tainturier André Labatut Alexandre Lippmann Robert Liottel             | Belgio Fernand de Montigny Charles Delporte Joseph De Craecker Léon Tom Paul Anspach Ernest Gevers                            | Italia Marcello Bertinetti Giovanni Canova Vincenzo Cuccia Giulio Basletta Virgilio Mantegazza Oreste Moricca           |
| Fioretto                        | | | |
| Fioretto individuale (dettagli) | Roger Ducret | Philippe Cattiau | Maurice Van Damme |
| Fioretto a squadre (dettagli)   | Francia Lucien Gaudin Philippe Cattiau André Labatut Roger Ducret Henri Jobier Jacques Coutrot Guy de Luget Joseph Peroteaux      | Belgio Maurice Van Damme Fernand de Montigny Albert De Roocker Désiré Beaurain Marcel Berré Charles Crahay                    | Ungheria Ödön von Tersztyánszky Zoltán Schenker Sándor Pósta István Lichteneckert László Berti                          |
| Sciabola                        | | | |
| Sciabola individuale (dettagli) | Sándor Pósta | Roger Ducret | János Garay |
| Sciabola a squadre (dettagli)   | Italia Oreste Puliti Oreste Moricca Marcello Bertinetti Giulio Sarrocchi Renato Anselmi Guido Balzarini Bino Bini Vincenzo Cuccia | Ungheria Ödön von Tersztyánszky János Garay Sándor Pósta László Berti József Rády Zoltán Schenker Jenő Uhlyárik László Széchy | Paesi Bassi Jan van der Wiel Arie de Jong Henri Wijnoldy-Daniëls Jetze Doorman Hendrik Scherpenhuijzen Maarten van Dulm |

### Donne
| Evento                          | Oro          | Argento      | Bronzo          |
| Fioretto                        |              |              |                 |
| Fioretto individuale (dettagli) | Ellen Osiier | Gladys Davis | Grete Heckscher |

## Medagliere
| Posizione | Paese         |   |   |   | Totale |
| --------- | ------------- | - | - | - | ------ |
| 1         | Francia       | 3 | 3 | 0 | 6      |
| 2         | Belgio        | 1 | 2 | 1 | 4      |
| 3         | Ungheria      | 1 | 1 | 2 | 4      |
| 4         | Italia        | 1 | 0 | 1 | 2      |
| 4         | Danimarca     | 1 | 0 | 1 | 2      |
| 6         | Gran Bretagna | 0 | 1 | 0 | 1      |
| 7         | Svezia        | 0 | 0 | 1 | 1      |
| 7         | Paesi Bassi   | 0 | 0 | 1 | 1      |
| Totale    | Totale        | 7 | 7 | 7 | 21     |